# Liste des premières femmes par métier ou fonction au Bénin
Cet article dresse une synthèse (non exhaustive) des premières femmes béninoises ayant exercé des fonctions politiques, juridiques, sociales, artistiques, culturelles ou sportives ou à avoir reçu une distinction importante dans des activités anciennement réservées aux hommes.

### Premières femmes ministres

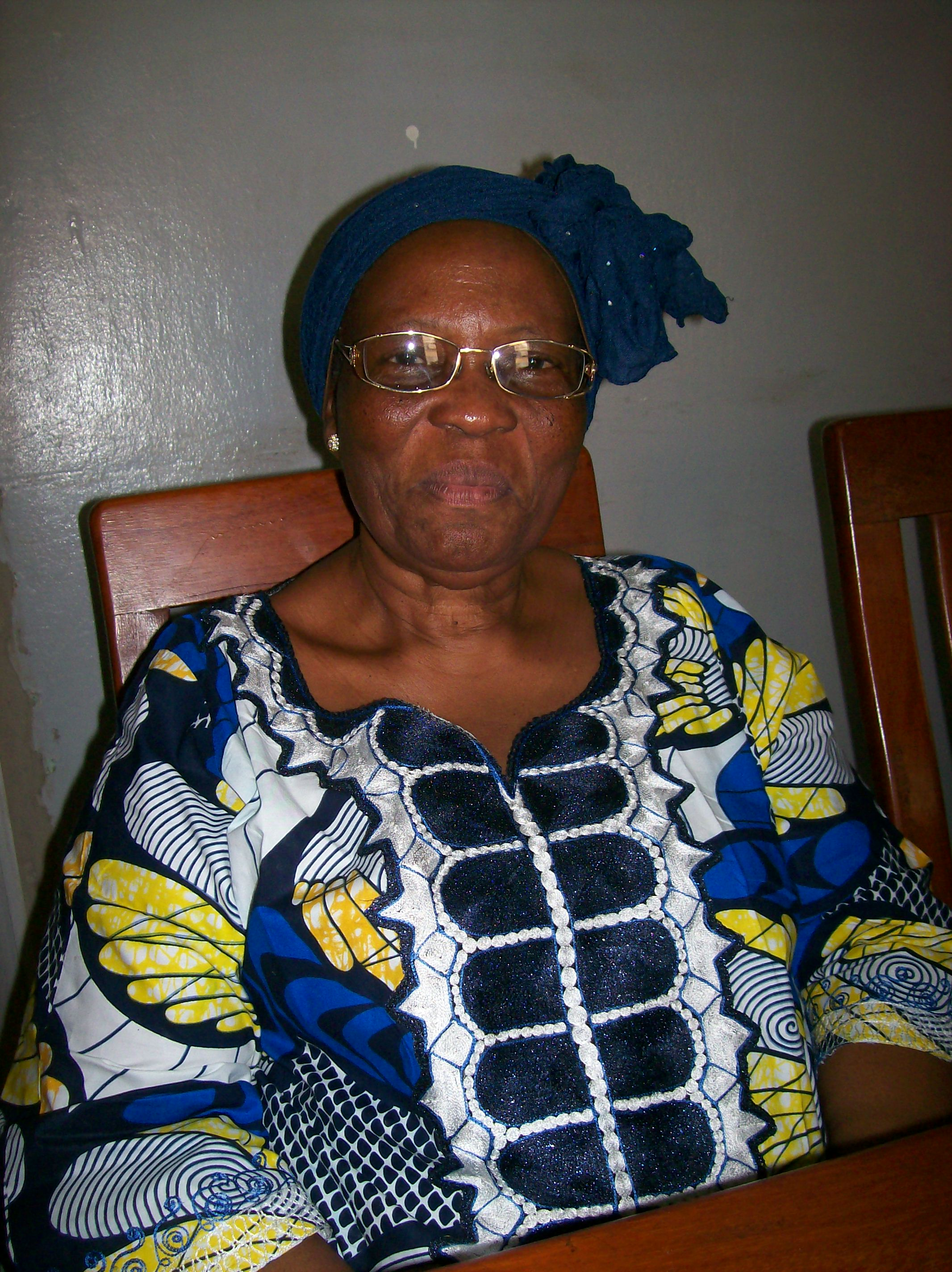
Rafiatou Karimou.

## Politique

### Premières femmes ministres[1]
| Année        | Nom                | Première titulaire           |
| ------------ | ------------------ | ---------------------------- |
| 1989         | Rafiatou Karimou   | Santé publique               |
| 1990         | Véronique Lawson   | Santé publique               |
| 1990         | Véronique Ahoyo    | Travail et affaires sociales |
| 1993         | Koubourath Osséni  | Affaires sociales            |
| 1995         | Sikiratou Aguêmon  | Commerce et du Tourisme      |
| 1995         | Félicienne Padonou | Culture et Communication     |
| 1995         | Grace d'Almeida    | Justice                      |
| 2011         | Adidjatou Mathys   | Économie et Finances         |
| 1979 et 1984 | Valentine Gangbo   | Présidente par intérim       |

### Premières femmes présidentes d’institutions politiques
| Année       | Nom                       | Première femme Ministre                                                        |
| ----------- | ------------------------- | ------------------------------------------------------------------------------ |
| 1993 à 1998 | Élisabeth Pognon          | Première femme présidente de la Cour constitutionnelle du Bénin                |
| 2001-2003   | Clotilde Médégan-Nougbodé | Première femme présidente de la Haute Cour de justice du Bénin                 |
| 2013-2021   | Geneviève Boko Nadjo      | Première femme vice-présidente de la commission électorale nationale autonome, |

## Premières femmes élites scientifiques
| Année        | Nom                              | Première femme scientifique |
|              | Baï Judith Monique Glidja        | Agrégée en sciences de gestion en Afrique de l’ouest et deuxième en Afrique noire |
|              | Marina d’Almeida Massougbodji    | Agrégée de cardiologie en Afrique de l’Ouest |
|              | Bernadette Gléhouénou-Dossou,    | Docteur en foresterie au Bénin et en Afrique de l’Ouest ; |
|              | Dorothée Kindé-Gazard,           | Professeur titulaire de parasitologie-mycologie |
|              | Flore Gangbo                     | Pr agrégée en biologie humaine |
|              | Micheline Gbèha                  | Docteur en mathématique |
|              | Marcelline Hounnou-d’Almeida     | Agrégée de pédiatrie |
|              | Alice Kpota-Hounguè,             | Docteur en physique-chimie |
|              | Tognon Clotilde Guidi            | Ingénieur en froid et climatisation, maître assistant des universités du Cames en génie des procédés |
|              | Noélie Sèmèvo Dadjo              | Architecte-urbaniste |
|              | Balbine Amoussou-Fagla,          | Docteur en sciences agronomiques |
|              | Elisabeth Zannou Boukary         | Docteur en entomologie agricole |
|              | Nelly Carine Kelome Ahouangnivo, | Docteur en sciences de la terre |
|              | Martine Zandjanakou Tachin       | Docteur en Phytopathologie moléculaire |
|              | Véna Arielle Ahouansou           | Médecin devenue entrepreneure |
|              | Béatrice Ahyi Aguessy            | 1re femme agrégée, (épouse du professeur Honorat Aguessy) |
| Juillet 2012 | Éléonore Yayi Ladekan            | Thèse en chimie organique, maître de conférences |
| 2012         | Christine Ouinsavi               | Maître de conférences en 2012, première auditrice à soutenir en 2006 une thèse à l’école doctorale de la Faculté des sciences agronomiques de l’Université d’Abomey-Calavi, une école ouverte au cours de l’année académique 2003-2004. |
|              | Sylvie Hounzangbé Adoté          | Première femme recteur d’université, et présidente des femmes scientifiques du Bénin. |

### Autres
| Année | Nom                        | Première femme |
| ----- | -------------------------- | --- |
| 2001  | Marie-Elise Gbèdo          | Première femme béninoise candidate à une élection présidentielle au Bénin |
| 1961  | Marie Do Régo              | Première dame du Dahomey, Épouse du président Hubert Maga, présidente fondatrice du Groupement des femmes dahoméennes (G.F.D.)                                                                                   |
| 1961  | Justine Béhanzin           | Membre actif de l’UPD, premier parti du Dahomey, petite-fille du roi Béhanzin, militante politique, première femme à avoir refusé le poste de ministre de la santé proposé par le président Hubert Maga en 1961. |
|       | Etotépé Sogbohossou        | Docteur femme ayant soutenu sa thèse sur le lion |
|       | Noëlie Dadjo               | Architecte-urbaniste à l’image |
|       | Innocentia Apovo Monteiro, | Commissaire de police doctorant en droits de l’homme et démocratie |
|       | Bertille Marcos Guèdègbé   | Ingénieure agronome de formation, fondatrice de la société « Les Fruits Tillou S.A. » première exportatrice d’ananas frais et de jus d’ananas du Bénin vers l’Europe.                                            |